# بهجت قاسم شتا (عزبة)
عزبة بهجت قاسم شَتا، عزبة تابعة لقرية المندورة بالوحدة المحلية لقرية أبو مندور، التابعة لمركز دسوق، التابع لمحافظة كفر الشيخ في جمهورية مصر العربية.